# Псакудия
Псакудия (на гръцки: Ψακούδια) е село в Егейска Македония, Гърция, част от дем Полигирос в административна област Централна Македония. Според преброяването от 2001 година селото има 273 жители.
В 1993 г. държавата одобрява разширяване на селото с площ от 600 декара общински земи и дава голям потенциал за бъдещ растеж на населеното място.